# Portlaoise
Port Laoise (vroegere naam: Maryborough) is een plaats in het Ierse graafschap County Laois. De plaats telt 18.275 inwoners en is de hoofdstad (county town) van het graafschap.

## Geboren
- Stephen Hunt (1981), voetballer
- Robert Sheehan (1988), acteur